# Caradoc (re dei Britanni)
Caradoc (in gallese: Karadawc), secondo la lista lista semileggendaria di sovrani britannici presente nella Historia Regum Britanniae di Goffredo di Monmouth, fu duca di Cornovaglia sotto il regno di Ottavio, che divenne re di Cornovaglia e morì al tempo di Magno Massimo.

## Biografia tra storia e leggenda
Avrebbe suggerito a Ottavio di dare sua figlia in sposa a Massimo, così da unire la Britannia a Roma. Quando Ottavio accettò, Caradoc inviò suo figlio Maurizio a Roma con un messaggio per Massimo. Conan Meriadoc, nipote del re, non approvava e quasi attaccò Massimo quando questi giunse nei pressi di Southampton. Solo all'arrivo di Caradoc tornò la pace. Ottavio consegnò allora il regno a Massimo ritirandosi poi a vita privata e Caradoc si schierò con Massimo.
Cinque anni dopo Massimo divenne re di Britannia. Avendo lasciato l'isola per devastare la Gallia affidò il comando, secondo Goffredo, al fratello di Caradoc, Dionoto (definito re di Cornovaglia), che era succeduto a quello sul trono.